# Pristimantis parvillus
Espèce
Synonymes
- Eleutherodactylus parvillus Lynch, 1976

Statut de conservation UICN

 LC  : Préoccupation mineure
Pristimantis parvillus est une espèce d'amphibiens de la famille des Craugastoridae.

## Répartition
Cette espèce se rencontre entre 220 et 2 000 m d'altitude sur le versant Ouest de la cordillère Occidentale :
- de la province du Guayas à celle de Carchi en Équateur ;
- dans le département de Nariño en Colombie.

## Description
Les mâles mesurent de 16,4 à 19,4 mm et les femelles de 22,8 à 24,8 mm.

## Publication originale
- Lynch, 1976 : New species of frogs (Leptodactylidae: Eleutherodactylus) from the Pacific versant of Ecuador. Occasional papers of the Museum of Natural History, the University of Kansas, no 55, p. 1-33 (texte intégral).